# Kevin Boland
Kevin Boland (15 octobre 1917 - 23 septembre 2001) est un homme politique irlandais du Fianna Fáil qui est chef de l'Aontacht Éireann de 1971 à 1976, ministre de la Protection sociale de 1961 à 1966 et de 1969 à 1970, ministre du Gouvernement local de 1966 à 1970 et ministre de la Défense de 1957 à 1961. Il est Teachta Dála (TD) de 1957 à 1970.

## Jeunesse et carrière
Boland est né à Dublin en 1917. Il fréquente le St. Joseph's CBS à Fairview et le quitte en 1933. Il est le fils de Gerald Boland, membre fondateur du Fianna Fáil, et le neveu de Harry Boland. Malgré cela, le jeune Boland ne réussit pas à se faire élire au Dáil Éireann lors de ses deux premières tentatives, se présentant dans la circonscription du comté de Dublin aux élections générales de 1951 et de nouveau aux élections générales de 1954. Un double succès suit aux élections générales de 1957, lorsqu'il est non seulement élu au 16e Dáil, mais également nommé au cabinet en tant que ministre de la Défense dès son tout premier jour au Dáil. Cela est dû au départ à la retraite de son père qui a servi dans tous les gouvernements du Fianna Fáil depuis 1932.
Le portefeuille de la Défense est largement considéré comme une position sûre et peu controversée, de sorte que Boland n'a qu'un faible impact. En tant que ministre, il arbore une fáinne (anneau en or) sur le revers de sa veste, ce qui indique qu'il est capable et désireux de parler la langue irlandaise. Il dirige fréquemment ses affaires gouvernementales en irlandais, un domaine dans lequel il est très doué ; il a remporté des prix à l'école. En 1961, il quitte la Défense pour devenir ministre de la Protection sociale. Il y reste jusqu'à la retraite en 1966 du Taoiseach, Seán Lemass, lorsque le Fianna Fáil connait la première élection à la direction de son histoire. Il est ensuite nommé ministre des Collectivités locales, poste qu'il occupe jusqu'à son départ du gouvernement en 1970.
L'élection à la direction est devenue une bataille à deux entre Charles Haughey et George Colley, ces deux hommes incarnant le nouveau type d’homme politique professionnel des années 1960. Les choses changent lorsque Neil Blaney manifeste son intérêt pour le poste. Boland le soutient dans sa campagne, car les deux hommes sont issus de l'aile républicaine et gauche du parti. Il est question à un moment donné de la candidature de Boland lui-même dans la course à la direction. Finalement, Jack Lynch est choisi comme compromis et il devient le nouveau Taoiseach. Boland est nommé ministre du Gouvernement local dans le nouveau gouvernement.

## Crise des armes
En 1969, les événements en Irlande du Nord provoquent un chaos politique à la frontière irlandaise. C'est le début des troubles en Irlande du Nord et la politique du Fianna Fáil à l'égard du Nord est remise en question. Les réunions de crise se tiennent les unes après les autres, au cours desquelles la possibilité d'une action décisive est discutée. Les « faucons » du cabinet appellent à une invasion symbolique de l'Irlande du Nord pour protéger les nationalistes près de la frontière et attirer l'attention internationale, tandis que les « colombes », qui gagnent finalement, appellent à la prudence. Ces réunions du cabinet sont des événements houleux. À une occasion, Boland aurait été si en colère qu'il démissionne non seulement de son poste ministériel mais également de son siège au Dáil et rentre chez lui dans sa ferme du comté de Dublin pour faire du foin. Les démissions sont rejetées par le Taoiseach, Jack Lynch, après une période d'apaisement. Dans ce qui est connu sous le nom de crise des armements, deux ministres, Charles Haughey et Neil Blaney, sont limogés du gouvernement en mai 1970, pour avoir prétendument été impliqués dans un complot visant à importer des armes pour les républicains du Nord. Boland démissionne en solidarité avec eux et en signe de protestation contre la position du gouvernement à l'égard du Nord. Plus tard cette année-là, ses critiques à l'égard du Taoiseach conduisent à son expulsion du parti Fianna Fáil. Boland démissionne de son poste de député le 4 novembre 1970.

## Déclin politique et retraite
Boland fonde son propre parti politique, Aontacht Éireann (Unité irlandaise) en 1971. Il obtient très peu de soutien et Boland lui-même n'est pas élu au Dáil en 1973, ce qui met fin à sa carrière politique. Boland et ses collègues démissionnent du parti en 1976 après que celui-ci ait été repris par un certain nombre de personnalités d'extrême droite. Il reste un critique ouvert de la politique de la République en Irlande du Nord, en particulier de l'accord de Sunningdale. Il fait une dernière tentative pour récupérer un siège au Dáil, se présentant sans succès dans la circonscription du sud-ouest de Dublin aux élections générales de 1981. Il se retire alors complètement de la vie publique.
Kevin Boland est décédé à Dublin le 23 septembre 2001.

## Livres
Boland a écrit une série de livres politiques, dont son autobiographie auto-publiée, Up Dev ! :
- Kevin Boland, 'We Won't Stand (Idly) By', Dublin, Kelly Lane Limited, 1972
- Kevin Boland, Up Dev!, Dublin, auto-publication, 1977
- Kevin Boland, Great My Shame, Dublin, auto-publication, 1980
- Kevin Boland, The Rise and Decline of Fianna Fáil, Dublin & Cork, Mercier Press, 1982 (ISBN 0-85342-683-X)
- Kevin Boland, Fine Gael: British or Irish?, Dublin & Cork, Mercier Press, 1984 (ISBN 0-85342-709-7)
- Kevin Boland, Under Contract With The Enemy, Cork & Dublin, Mercier Press, 1988 (ISBN 0-85342-872-7)